# Выход (фильм, 2015)
«Выход» (нем. Der Auftritt) — российско-немецкий короткометражный фильм 2015, снятый Михаилом Учителевым по собственному сценарию. Премьера фильма прошла на Каннском кинофестивале 2015 в «Уголке короткого метра».

## Синопсис
История, рассказанная в фильме происходит в восточной Европе осенью 1941 года. Директор оперного театра обрусевший немец Густав скрывает в подвале театра Эдит (Элина Амромина) примадонну театра, имеющую еврейские корни. После депортации и массового истребления евреев города, фашистский комендант ищет скрывающихся евреев и, будучи любителем оперной музыки, особенно усердно ищет евреев-музыкантов. Номером один в его списке: примадонна театра — Эдит. Узнав о том, что примадонну скрывают в театре, он выносит Густаву ультиматум: «или скрываемая вами еврейка будет в течение 24-х часов доставлена в мой кабинет, или вы, господин директор, будете расстреляны». Эдит и Густав, каждый по-своему, пытаются найти выход из создавшегося положения.

## Актёры
- Элина Амромина — Эдит Гольдшмидт
- Александр Алексеев — Густав, директор театра
- Алексей Морозов — Александр, тенор
- Татьяна Рябоконь — гримёр
- Артур Харитоненко — комендант СС

## Отзывы
«Выход» получил в основном положительные отзывы. В частности, Вечерний Петербург указывает, что за 33 минуты успевает разыграться поистине эпическая трагедия, ставящая героев перед сложнейшим моральным выбором. Наталья Эфендиева в Jüdische Rundschau дала положительный отзыв о работе и сравнила цветовое решение фильма с работами Караваджо. Газета «Стрела» отметила, что история рассказана очень личностно и проникновенно. Фильм был официально представлен в «российском павильоне» в рамках 68-го Каннского фестиваля и информация об этом была опубликована в «Proficinema» и на сайте «Роскино». Интервью также были опубликованы в «Литературной России» и «Этажах»